# Ряшко, Виктор Иванович
Ви́ктор Ива́нович Ряшко́ (укр. Віктор Іванович Ряшко; 28 января 1964, Мукачево, Закарпатская область — 19 июля 2020, Ивановцы, Закарпатская область) — советский футболист, полузащитник и украинский тренер. Отец футболистов Виктора и Михаила Ряшко.

## Игровая карьера
Начинал играть в команде «Трудовые резервы» (Львов). Как профессиональный футболист играл в командах «Буковина», «Нива» (Тернополь), «Кремень». В составе тернопольцев в 1987 году становился серебряным призёром 6 зоны второй лиги чемпиогната СССР.

## Тренерская карьера
В 1989 году вернулся из кременчугского «Кремня» в родное Мукачево доигрывать на первенство коллективов физкультуры. Одновременно с этим местный специалист Степан Марусинец создавал в городе футбольную команду «Приборист» и предложил Ряшко тренировать её юношеский состав. Со временем молодой тренер перешёл к работе со взрослыми командами первенства области. Руководил сначала мукачевским «Лыжником», а затем береговским «Линетом», откуда в 1998 году с частью игроков переехал в Ужгород. В тренерском штабе «Закарпатья» проработал семь лет.
В 2007 году вернулся в Мукачево, где возглавил новую одноимённую футбольную команду, способную выйти на профессиональный уровень. Когда этого не произошло, Ряшко покинул клуб и поехал работать в Тернополь.
С января 2012 года занимал должность спортивного директора ужгородской «Говерлы».
Погиб в ДТП 19 июля 2020 года.